# The Lone Star Ranger (film, 1919)

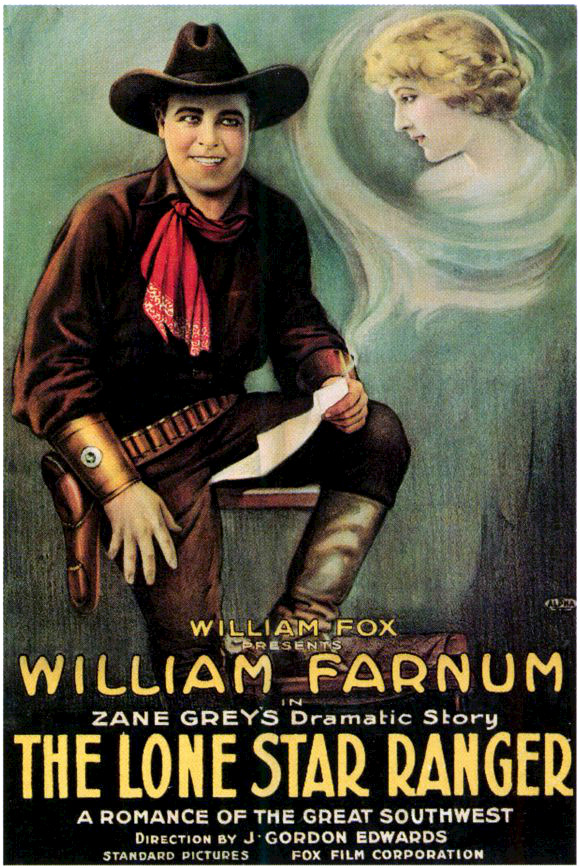
Affiche du film

Pour les articles homonymes, voir The Lone Star Ranger.
The Lone Star Ranger est un western américain réalisé par J. Gordon Edwards et sorti en 1919.

## Synopsis
Lorsque le capitaine Neil, qui dirige les Texas Rangers pour lutter contre les voleurs de bétail le long de la frontière mexicaine, est pris en embuscade et atteint d'une balle dans le dos, son meilleur ami Steele jure de le venger. Voyageant déguisé, Steele sauve Ray Longstreth de deux renégats mexicains, et gagne la gratitude du père de Ray, Cyrus, un éleveur de premier plan qui est secrètement le chef des voleurs.

## Fiche technique
- Réalisation : J. Gordon Edwards
- Scénario : Lambert Hillyer d'après The Lone Star Ranger de Zane Grey
- Production : William Fox
- Genre : Western[1]
- Photographie : Daniel B. Clark
- Distributeur : Fox Film
- Durée : 5 ou 6 bobines[2]
- Date de sortie : 29 juin 1919

## Distribution
- William Farnum : Steele
- Louise Lovely : Ray Longstreth
- G. Raymond Nye : Bully Brome

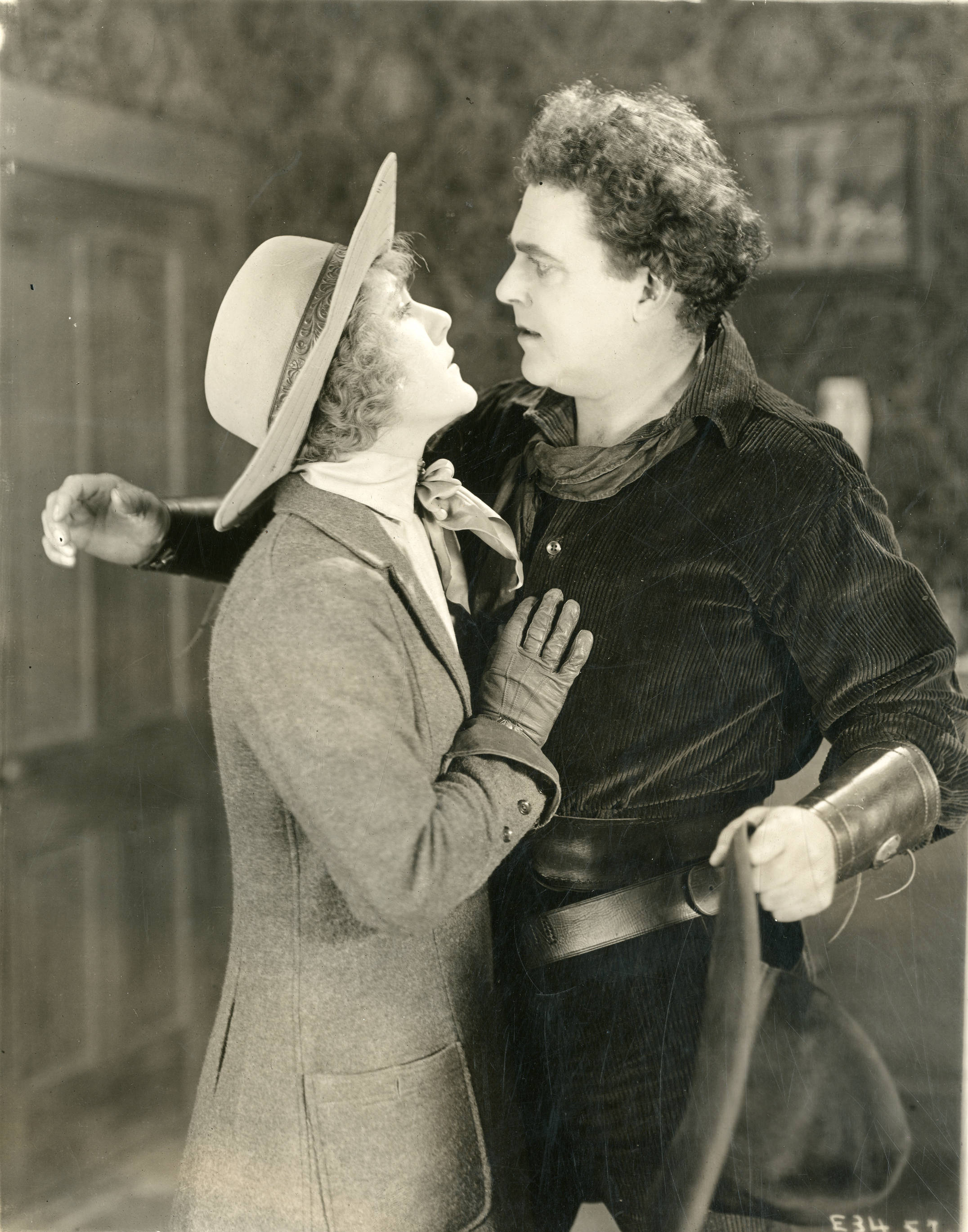
Une scène du film, avec William Farnum.

- Charles Clary : Cyrus Longstreth, alias Cheseldine
- Lamar Johnstone : Jeff Lawson
- Fred Herzog : Joe Laramie
- Irene Rich : Mrs. Laramie
- Tom London